# Rotaeno
《Rotaeno》（中国大陆官方译为）是一款手機音樂遊戲，由香港遊戲團隊Dream Engine Games開發，心動網絡發行，發佈於iOS與Android平台。遊戲加入了陀螺儀感應，在基礎的音樂遊戲玩法上新增了旋轉裝置的操作，開發者表示是試玩了日本街機音樂遊戲CHUNITHM而想到在行動平台音樂遊戲上實現體感控制的玩法。宣傳詞為「首款旋轉手機音樂遊戲」。
遊戲於2022年5月30日全球正式上線。中國大陸地區於2021年TapTap 遊戲發布會上宣布開啟預約並預計2022年春季於TapTap平台上線，最終於2023年12月5日發行。

## 遊戲內容
故事從阿古亞星球開始，自數年前開始，阿古亞星球下起從來沒有停止過的「無盡之雨」，而人類將會因為這場雨失去存活的居所。主角伊洛將踏上旅程，尋找好友荷珀與「應許之地」。
在音樂遊戲中，譜面形狀為被裝置邊緣遮擋上下一部分的圓形，指令會從圓形中央向外移動並跟隨音樂節奏。音符類型包含TAP、SLIDE、CATCH、ROTATE四種，玩家必須調整裝置的手持角度，點擊TAP音符與滑動SLIDE音符，使CATCH音符落在圓形兩側的CATCH捕捉區內，以及在ROTATE音符落下時快速向左或向右旋轉裝置。透過音樂遊戲，玩家可獲得用以提升玩家等級的經驗值與里程，里程可以在劇情系統「旅程」中解鎖劇情與歌曲。
收錄歌曲包含BMS歌曲、J-POP、K-POP歌曲與VOCALOID歌曲等。

## 開發
《Rotaeno》的開發初期代號為Groove Wheel，Dream Engine Games於宣布參展2019香港動漫電玩節時公布遊戲正式名稱。
遊戲團隊一開始的設計目標，是希望設計出一款創新且如街機遊戲爽快的手機音樂遊戲，因此嘗試加入體感操作，並花費一年左右實驗玩法。在新手引導部分，因為獨特的玩法，導致精熟其他音樂遊戲的玩家也必須花費較長時間重新適應，因此耗費不少精力調整新手教學。遊戲的譜面設計也因為同樣的原因進行了許多嘗試。

## 相關連結
- 官方网站